# Irvine (Kentucky)
Irvine is een plaats (city) in de Amerikaanse staat Kentucky, en valt bestuurlijk gezien onder Estill County.

## Demografie
Bij de volkstelling in 2000 werd het aantal inwoners vastgesteld op 2843.
In 2016 is het aantal inwoners door het United States Census Bureau geschat op 2398.

## Geografie
Volgens het United States Census Bureau beslaat de plaats een oppervlakte van
4,0 km², waarvan 3,9 km² land en 0,1 km² water. Irvine ligt op ongeveer 387 m boven zeeniveau.

## Plaatsen in de nabije omgeving
De onderstaande figuur toont nabijgelegen plaatsen in een straal van 32 km rond Irvine.

## Geboren in Irvine
- Harry Dean Stanton (1926-2017), acteur, musicus en zanger